# Мирикина
Мирикина, или ночная обезьяна, или трёхполосый дурукуль (лат. Aotus trivirgatus) — вид млекопитающих надсемейства широконосых обезьян. Единственный ночной вид среди высших приматов.

## Внешний вид
Длина тела 24—37 см, длина хвоста 30—40 см. Вес 0,6—1 кг.
Основной тон окраски верха тела и хвоста коричневато-серый, лицо и горло светлые. Глаза очень большие, что связано с ночным образом жизни, которые видят даже при очень слабом свете.
Маленькая круглая голова, маленькие уши; открытые вниз ноздри, разделенные более узкой перегородкой, чем у других американских обезьян; маленькие клыки, вертикально стоящие резцы, вытянутое тело, покрытое мягкой шерстью, удлиненные задние конечности; хвост не цепкий (хватательную функцию он выполняет только у молодых обезьян, с возрастом она пропадает).

## Питание
Питаются плодами и листьями деревьев, насекомыми, птичьими яйцами, птицами и летучими мышами.

## Образ жизни
Путешествуют и охотятся парами, иногда небольшими семейными группами. Живут, подобно совам, в дуплах деревьев.
Самка рождает раз в год одного детёныша. В полнолуние взрослые самцы, охраняющие свои территории, и молодые самцы, ищущие подруг, испускают звуки, напоминающие уханье совы.
Встречаются в Южной Америке. Живут в горных лесах.